# Pilea supersedens
Pilea supersedens är en nässelväxtart som först beskrevs av Jacques Désiré Leandri, och fick sitt nu gällande namn av Jacques Désiré Leandri. Pilea supersedens ingår i släktet pileor, och familjen nässelväxter. Inga underarter finns listade i Catalogue of Life.